# Sport- und Freizeitpark Frohnleiten
Der Sport- und Freizeitpark Frohnleiten beherbergt die Eishalle und das Erlebnisbad Frohnleiten im Stadtteil Mauritzen der österreichischen Stadt Frohnleiten, Bundesland Steiermark. Sie wird von der Stadtgemeinde Frohnleiten KG betrieben. Die Heimmannschaft ist der EC Panthers Frohnleiten, welcher an der steirischen Eliteliga, der dritthöchsten Liga österreichweit, teilnimmt.